# Marco Sailer (Mediziner)

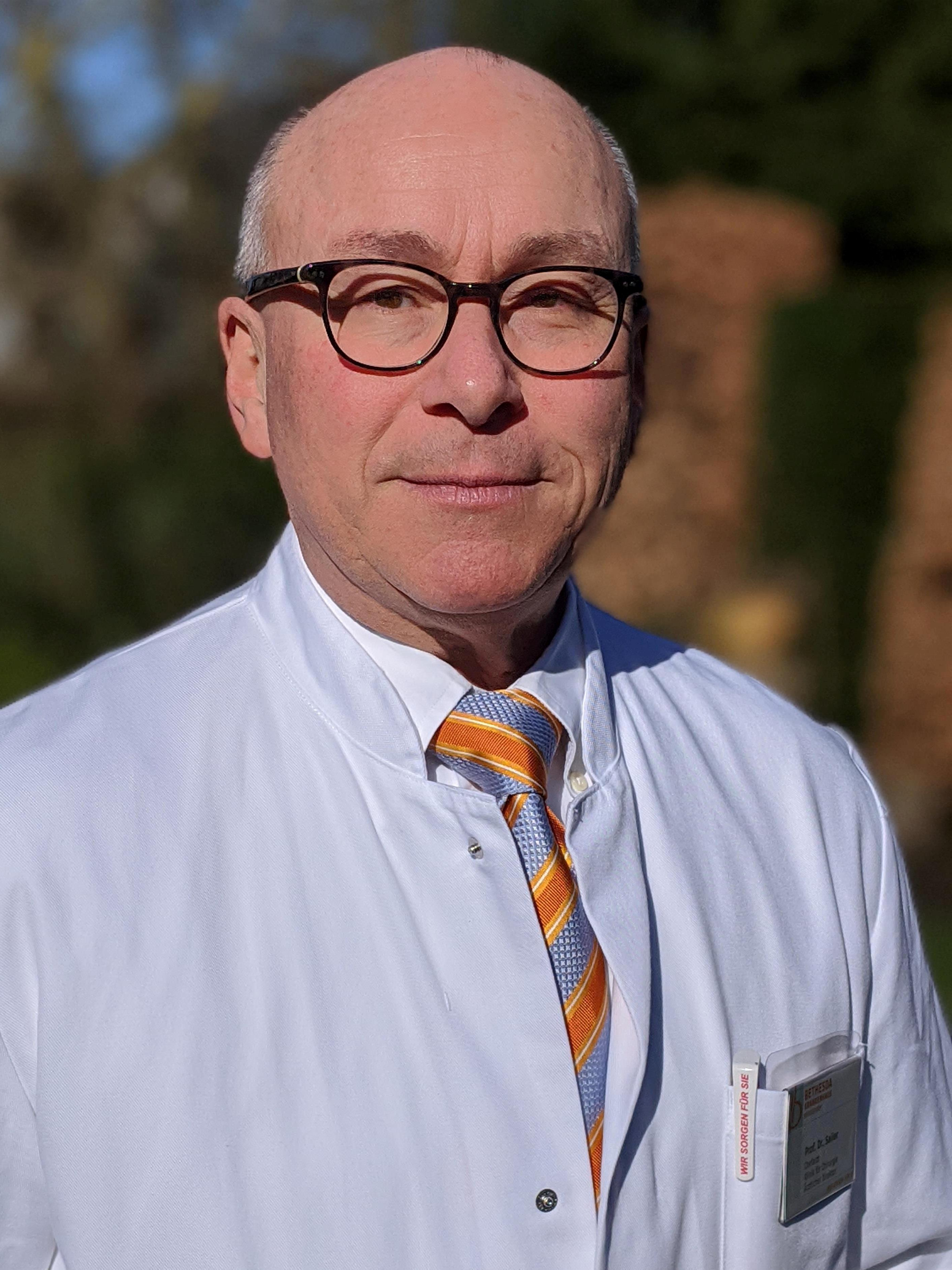
Marco Sailer (2020)

Marco Sailer, eigentlich Marc-Alberto Sailer (* 26. August 1961 in Frankfurt am Main), ist ein deutscher Chirurg. Er ist Facharzt für Allgemein-, Viszeral- und Gefäßchirurgie. Er ist Universitätsprofessor an der Universität Hamburg und Chefarzt der Klinik für Chirurgie im Agaplesion Bethesda Krankenhaus Bergedorf gemeinnützige GmbH in Hamburg. Sailer ist Spezialist auf den Gebieten der Koloproktologie und gastrointestinalen Tumorchirurgie.

## Leben
Sailer studierte von 1980 bis 1986 Humanmedizin an der Ludwig-Maximilians-Universität München mit Aufenthalten in Mailand, Oxford, Edinburgh und Sursee (CH). Nach der Approbation 1986 und Promotion 1987 in der experimentellen Herzchirurgie ging er nach Wanganui, Neuseeland und war von 1987 bis 1989 als Assistenzarzt in der Chirurgie, Gynäkologie und Geburtshilfe sowie Anästhesie und Notfallmedizin tätig. Zurück in Deutschland begann sich Sailer an den Universitäten Heidelberg und Tübingen gezielt tropenmedizinisch fortzubilden und leitete schließlich von 1990 bis 1992 als Arzt und Entwicklungshelfer des Deutschen Entwicklungsdiensts ein Missionskrankenhaus in den Eastern Highlands von Simbabwe. 1992 nahm er seine klinische Tätigkeit an der Universitätsklinik Würzburg auf und erfuhr eine breite chirurgische Ausbildung in der Allgemein-, Viszeral- und Gefäßchirurgie. 1997 erhielt Sailer die Anerkennung zum Facharzt für Chirurgie und wurde Oberarzt der Chirurgischen Universitätsklinik Würzburg. Er habilitierte sich 1999 bei Arnulf Thiede. 2005 wurde er zum apl. Professor ernannt. Seit August 2005 ist er Chefarzt der Klinik für Chirurgie im Agaplesion Bethesda Krankenhaus Bergedorf. Von 2015 bis Dezember 2023 war er Ärztlicher Direktor des Lehrkrankenhauses der Universität Hamburg.
Neben dem deutschen Facharzttitel für Chirurgie sowie der Zusatzbezeichnung für Proktologie und Schwerpunktbezeichnungen für Viszeral- und Gefäßchirurgie erlangte Sailer als einer der ersten deutschen Chirurgen auch die europäischen Facharzttitel für Chirurgie (European Board of Surgery Qualification, 1998) und Koloproktologie (European Board of Coloproctology Qualification, 2007). Er absolvierte zudem 2004 ein berufsbegleitendes Studium Krankenhausmanagement für Ärztinnen und Ärzte (MHM) an der Hochschule Hannover.
Sailer ist verheiratet mit der Gynäkologin Sonka Heimburg. Das Paar hat einen Sohn und zwei Töchter.

## Wissenschaftlicher Beitrag
Wissenschaftlich beschäftigt sich Sailer im Bereich der koloproktologischen Diagnostik insbesondere mit der anorektalen Endosonographie. Gemeinsam mit seiner Arbeitsgruppe publizierte er zu dieser Thematik vielfach in nationalen und internationalen Fachzeitschriften und Büchern. Sailer ist zudem ausgewiesener Experte für transanale Tumorchirurgie, die er methodisch und wissenschaftlich weiterentwickelt hat. Weiterhin beschäftigte er sich wissenschaftlich mit verschiedenen Rekonstruktionsmethoden nach tiefer anteriorer Rektumresektion bei Patienten mit Rektumkarzinom. Neben klinischen Daten widmet sich Sailer insbesondere funktionellen Parametern sowie Aspekten zur Lebensqualität und wirkt bei zahlreichen Leitlinien bei der Arbeitsgemeinschaft der Wissenschaftlichen Medizinischen Fachgesellschaften (AWMF) mit.

## Mitgliedschaften in wissenschaftlichen Vereinigungen (Auswahl)
Sailer ist Mitglied zahlreicher nationaler und internationaler Fachgesellschaften. Seit 2004 war er Vorstandsmitglied der Chirurgischen Arbeitsgemeinschaft für Coloproktologie (CACP) der Deutschen Gesellschaft für Allgemein- und Viszeralchirurgie (DGAV) und von 2010 bis 2013 ihr Vorstandsvorsitzender. Er war auch Vorstandsmitglied der Vereinigung der Norddeutschen Chirurgen e. V. und war von 2014 bis 2019 Vorsitzender der Günther Haenisch Forschungs- und Studienstiftung. Seit 2011 ist er Regionalbeauftragter und Mitglied des Expertenrats der Stiftung Lebensblicke. Als Gutachter ist er unter anderem für die folgenden wissenschaftlichen Fachzeitschriften tätig: The Lancet, British Journal of Surgery, Langenbeck’s Archives of Surgery, International Journal of Colorectal Disease und Der Chirurg.

## Publikationen
Sailer publizierte circa 200 Artikel in wissenschaftlichen Fachzeitschriften und Büchern. Er ist Mit-Herausgeber des Lehrbuchs „Expertise Allgemein- und Viszeralchirurgie - Koloproktologie“, das 2016 erschienen ist, sowie des Kompendiums „Referenz Allgemein- und Viszeralchirurgie – Unterer Gastrointestinaltrakt“, erschienen 2022.
Monographien
- Hämorrhoiden und Hämorrhoidalleiden: Mucofalk - natürliche Kraft für gute Verdauung. Dr. Falk Pharma GmbH, Freiburg 2019.
- Proktologische Operationen: mit Hinweisen zur Nachsorge. (4. Auflage) Dr. Falk Pharma GmbH, Freiburg 2018.

Herausgeberwerke
- mit anderen: Referenz Allgemein- und Viszeralchirurgie - unterer Gastrointestinaltrakt. Georg Thieme Verlag, Stuttgart 2022, ISBN 978-3-13-242470-8.
- gem. m. Felix Aigner, Franc Hetzer: Koloproktologie. Expertise Allgemein- und Viszeralchirurgie. Georg Thieme Verlag, Stuttgart 2016, ISBN 978-3-13-177231-2.